# Campeonato Uruguaio de Futebol de 1902
O Campeonato Uruguaio de Futebol de 1902 consistiu em uma competição com dois turnos, no sistema de todos contra todos. O campeão foi o Nacional, que conquistou o torneio de forma invicta, vencendo todas as partidas.

## Classificação[2]
| Pos | Equipe           | Pts | J  | V  | E | D | GP | GC | SG  |
| --- | ---------------- | --- | -- | -- | - | - | -- | -- | --- |
| 1°  | Nacional         | 20  | 10 | 10 | 0 | 0 | 40 | 5  | 35  |
| 2°  | C.U.R.C.C.       | 16  | 10 | 8  | 0 | 2 | 34 | 7  | 27  |
| 3°  | Deutscher        | 9   | 10 | 4  | 1 | 5 | 18 | 29 | -11 |
| 4°  | Uruguay Athletic | 6   | 10 | 3  | 0 | 7 | 6  | 22 | -16 |
| 5°  | Albion           | 5   | 10 | 2  | 1 | 7 | 9  | 21 | -12 |
| 6°  | Triunfo          | 4   | 10 | 2  | 0 | 8 | 8  | 31 | -23 |

| Campeonato Uruguaio de 1902  |
| ---------------------------- |
| Nacional Campeão (1º título) |